# 古舘伊知郎のオールナイトニッポンGOLD
『古舘伊知郎のオールナイトニッポンGOLD』（ふるたちいちろうのオールナイトニッポンゴールド）はニッポン放送で2016年10月21日から2022年3月4日まで放送されていたラジオの生ワイド番組。放送時間は毎月第1金曜日 22:00 - 24:00。番組開始から2018年12月までは第3金曜日、2019年3月までは第2金曜日だった。

## 概要
これは、オールナイトニッポンが同年10月に放送開始50年目に入ることに伴い、ニッポン放送が古舘側に対して、レギュラー復帰をオファーしたところ、古舘側も快諾したもの。
古舘がニッポン放送でレギュラーパーソナリティを務めるのは1990年4月に『古舘伊知郎 パワフルタッチまるごと遊ビジョン』が終了して以来、26年ぶりとなる。
本番組初回放送で「『報道ステーション』に戻りたい気持ちになることがある」と発言した。
2022年3月4日をもって放送を終了した。

## ゲスト
| 放送回 | 放送日   | ゲスト            | 備考             |
| 2018年 | 2018年   | 2018年            | 2018年           |
| ------ | -------- | ----------------- | ---------------- |
| 17     | 2月9日   | 松尾貴史          | 番組初のゲスト。 |
| 21     | 6月15日  | 寺島しのぶ        |                  |
| 27     | 12月28日 | 松尾貴史          |                  |
| 2019年 |          |                   |                  |
| 29     | 2月8日   | モロ師岡 甲本雅裕 |                  |
| 37     | 10月4日  | 辻仁成            |                  |
| 38     | 11月1日  | 笑福亭鶴瓶        |                  |

## スタッフ
- 構成：鮫肌文殊 他
- ディレクター：三浦憲高